# Naúm Yákovlevich Kágan
Naúm Yákovlevich Kágan(Mojilev, 1873-Liepāja, 1941) (en ruso: Нау́м Я́ковлевич Ко́ган), cuyo seudónimo principal fue Nicolás Tasin, fue un escritor, crítico, periodista y traductor ruso, notable por sus traducciones del ruso al español de obras tanto políticas como literarias a principios del siglo XX.

## Biografía
Judío ruso, nació en 1873 en Mogilev. Activista político de ideología socialdemócrata, fue condenado a trabajos forzados en Yakutsk, consiguiendo evadirse en 1907 y exilarse en Francia.
Pasó en 1918 a España, donde pronto acreditó el buen dominio de la lengua que demuestra en sus colaboraciones periodísticas, de un modo particular en (El Sol), y en sus traducciones al castellano, versiones de los clásicos rusos que aún se siguen editando.
Tras adoptar el nombre definitivo de Naum Tasin Kagan, al cabo de bastantes años de estancia en España marchó a Viena, donde contrajo matrimonio con una mujer no judía, una alemana de Dantzig llamada Amalia, catorce años más joven que él. No mucho después, cuando los nazis se anexionaron Austria en 1938, su firma desapareció de los periódicos y se le fijó su residencia en Liepaja (Letonia), donde fue muerto en 1941.

## Obra
Se dedicó principalmente a la traducción literaria. En la década de 1910 tradujo al ruso las obras de Émile Zola y Prosper Mérimée entre otros. Posteriormente tradujo al español a León Trotsky, Leonid Andreev, Iván Shmelev, Vladímir Korolenko, Aleksandr Kuprin entre otros autores rusos. En 1925 tradujo al español Ética de Piotr Kropotkin. También libros sobre la Revolución Rusa, incluso en español.
Según investigadores de la literatura rusa su única novela de ciencia ficción fue Catástrofe ((Катастрофа, 1922), publicada en ruso en Berlín y ampliada y reescrita en español en 1924 (La catástrofe).
Describe una invasión alienígena de la Tierra por parte de zootauros marcianos, representantes de una mente absolutamente ajena a la tierra. Sin embargo, el ataque alienígena es solo un símil, cuando lo que quiere mostrar es la amenaza a futuro de la Tierra. Un futuro en el que la sociedad ya no tiene clases y está gobernada por los ingenieros, quienes finalmente repelen el ataque de los marcianos. Los detalles estilísticos del libro son interesantes: una combinación hábil de recortes de periódicos, protocolos, resúmenes, informes, piezas ficticias, que resultaron ser muy exitosas para representar escenas de masas, una crónica de los eventos.

## Publicaciones

### Propias
- Las aventuras de Kolya Malinin (Похождения Коли Малинина). Suplementos literarios y de divulgación científica de la revista Niva (Нива), enero 1912.
- Días de ansiedad (Тревожные дни). Carta desde París. — El mundo moderno (Мир Божий), noviembre de 1914.
- Campaña contra los emigrantes (Поход на эмигрантов). Carta desde Francia. –La Riqueza Rusa (Русские записки), marzo de 1916.
- La Revolución rusa : sus orígenes, caída del zarismo, la Revolución de Marzo: el bolchevismo, sus doctrinas, sus hombres, su acción. Madrid: Biblioteca Nueva. 1919. OCLC 37820649.
- La dictadura del proletariado: según Marx, Engels, Kautsky, Bernstein, Axelrod, Lenin, Trotzky y Baüer. Madrid: Biblioteca Nueva. 192?. OCLC 912107935.
- La catástrofe (Катастрофа). Madrid: Editorial Madrid. 1924. p. 402..

### Traducciones al español
De Leonid Andréiev, su autor predilecto, tradujo las siguientes obras:
- Los espectros, Calpe, 1919;
- Shachka Yegulev, Calpe, 1919;
- Dies Irae, Calpe, 1920;
- El misterio y otros cuentos, Calpe, 1921;
- Judas Iscariote, Calpe, 1920;
- La risa roja, Calpe, 1921;
- Hacia las estrellas, Calpe, 1921;
- La vida de un hombre, Calpe, 1921;
- El diario de Satanás, Calpe, 1923;
- Hijo de hombre, Calpe, 1922.

También tradujo obras de diferentes autores rusos de gran popularidad:
- Vladímir Korolenko, El día del juicio, Calpe, 1919;
- Antón Chéjov, El pabellón n.º 6, Calpe, 1919;
- Antón Chéjov, Los campesinos, Calpe, 1920;
- Antón Chéjov, Historia de mi vida, Calpe, 1920.
- Máximo Gorki, Malva y otros cuentos, Calpe, 1920;
- Máximo Gorki, Varenka Olesova, Calpe, 1920;
- Máximo Gorki, La revolución y la cultura de la era bolchevista, Biblioteca Nueva, 1920;
- Aleksándr Kuprín, El brazalete de rubíes, Calpe, 1920; reeditada en 1969 con el seudónimo Naum Tasin–Kagan;
- Aleksandr Kuprín, El capitán Rybnikov, Biblioteca Nueva, 1920;
- Aleksandr Kuprín, El Dios implacable, Calpe, 1919;
- Fiódor Sologub, El trasgo; Calpe, 1920; reeditada por Tatiana Enco de Valero en 1969 con con el seudónimo Naum Tasin–Kagan;
- León Tolstói, Jadsi Murat; Biblioteca Nueva, 1921;
- Dmitri Mamin–Sibiriak, Los millones, Calpe, 1921;
- Mijaíl E. Saltykov–Schedrín, Judas y su familia, Rivadeneyra, 1924; firmada como Naum Tasín;

No solo tradujo autores de renombre sino también autores no tan populares comoː
- Iván Shmeliov, El camarero; Calpe, 1920;
- Arkadi Avérchenko, Cuentos; Calpe, 1921;
- Mijaíl Artsybáshev, Celos, Biblioteca Nueva, 1921;
- Nikolai Garin–Mijailovski, Los colegiales; Calpe, 1921; republicado después como Los estudiantes, Calpe, 1920;
- Nikolai Garin–Mijailovski, La primavera de la vida, Calpe, 1920;
- Alekséi Konstantínovich Tolstói, El príncipe Serebriany, Rivadeneyra, 1921.